# 目黒電波測器
株式会社目黒電波測器（めぐろでんぱそっき）は、かつて神奈川県川崎市幸区に本社を置いた各種電子計測器の設計・開発、製造、販売及び輸出入する企業である。

2016年4月1日に親会社である株式会社計測技術研究所に吸収合併された。

## 沿革
目黒電波測器株式会社は1944年、電子計測器関連の製造を行っていた二村雪郎の二村電機製作所と、土橋式トーキーで知られる土橋晴夫の土橋電波測器が合併して東京都目黒区中央町に成立した。1951年からは本格的に電子計測器を手がけるようになり、米軍放出品に対抗して国産の計測器生産に取り組んだ。1970年代はオーディオブームを背景に関連企業からの引き合いが多く、フル操業の状態が続くこともあった。
1980年代に入るとオーディオブームも一段落し、目黒電波測器はビデオ用の計測器の開発に着手してオーディオ一辺倒からの脱却を図るとともに、浜松に営業所を設置して関連企業の多い東海地域向けの営業を強化した。しかしオーディオ依存の体質は変わらず、1981年6月決算では1億5500万円の経常損失を記録した。再建のため、目黒電波測器は岩崎通信機の資本参加を受けることになった。岩崎通信機は目黒電波測器に役員を派遣、目黒電波測器の販売網が手薄な北海道や九州では販売でも協力を行うなど、支援を試みた。
ところが1983年6月、輸出オーディオ専門メーカーのユニセフが岩崎通信機保有株を譲り受け、目黒電波測器はユニセフのグループ企業に転じることとなった。同年、ユニセフは東証一部上場のオーディオメーカー、クラウンも買収しており、以降はクラウングループと呼ばれるようになった。クラウン傘下で目黒電波測器は業績を急回復、1984年6月決算では売上35億、経常利益2億円の黒字となった。この時期、業務拡大を狙って開発部門を再編するとともに、韓国へも進出した。
しかし1991年9月、パソコンシステム開発のNBCCが目黒電波測器の株式を取得、目黒電波測器は再びオーナーを変えることになった。NBCCは工場を持つ目黒電波測器との合併で上場を目指していたが、不良在庫の発生で資金繰りが悪化し、1992年3月に自己破産を申請することになった。このあおりを受け、目黒電波測器も1992年8月に2度目の不渡りを出し、倒産、会社整理のため全従業員に自宅待機が命じられた。労組が社屋を占拠し未払い賃金の支払いを求める事態の中、業務継続を望む一部の従業員が倉庫を事務所に新会社「株式会社目黒電波測器」を設立した。当初は在庫製品の販売やメンテナンスが業務であったが、1994年には新製品を投入、2001年3月期には売上高8億を記録した。
- 1944年（昭和19年） - 二村電機製作所と土橋電波測器の合併により設立。電子工業用測定器を専門に製造と販売を開始。
- 1992年（平成4年） - 業務停止。旧目黒電波測器株式会社（1992年8月17日業務停止）製品の校正・サービス業務、並びに製造･販売を主業務として新会社として設立。
- 1995年（平成7年） - 社新社屋完成・移転。
- 2005年（平成17年） - 本社事務所が手ぜまとなり、将来の規模拡大を考慮し現在の川崎市幸区へ本社を移転[18]。

## 主要製品
- GPS信号発生器/FM多重 (DARC/RDS/Stereo)信号発生器/FMステレオ/FM-AM標準信号発生器/HD Radio™ベクトル信号発生器/光・電波ビーコンチェッカ/中国道路交通情報システム (DARC-RTIC)向けFM多重放送用DARCエンコーダ/オーディオアナライザ/ひずみ率計/スペクトラムアナライザ/ジッタメータ/回転むら計/Qメータ/ノイズメータ/位相計/LCRメータ/LCRインピーダンスアナライザ/ネットワークモジュール 等

## 事業所
- 本社 - 神奈川県川崎市幸区
- 大阪営業所 - 大阪府大阪市北区

## 関連会社
株式会社計測技術研究所

## 海外
- シンガポール - Meguro Electronics Pte., Ltd.
- マレーシア - Meguro Electronics Sdn Bhd.
- 中華人民共和国
  - 目黒電波測器中国連絡事務所
  - 目黒電波測器中国サービスセンター
  - 目黒電波測器深圳サービスセンター